# اوندا (تولیما)
اوندا (تولیما) (به اسپانیایی: Honda, Tolima) یک سکونتگاه مسکونی در کلمبیا است.

## خصوصیات
اوندا ۳۰۹ کیلومترمربع مساحت و ۲۶٬۸۷۳ نفر جمعیت دارد و ۲۲۹ متر بالاتر از سطح دریا واقع شده‌است.